# Bolton Challenger 2001
Il Bolton Challenger 2001 è stato un torneo di tennis facente parte della categoria ATP Challenger Series nell'ambito dell'ATP Challenger Series 2001. Il torneo si è giocato a Bolton in Gran Bretagna dal 29 ottobre al 3 novembre 2001 su campi in cemento indoor.

## Vincitori

### Singolare
Olivier Rochus ha battuto in finale  Dennis van Scheppingen con il punteggio di 6–4, 7–6(3)

### Doppio
Gilles Elseneer /  Wim Neefs hanno battuto in finale  Lee Childs /  Mark Hilton con il punteggio di 6–4, 6–3